# Нейкирх, Иван Яковлевич
Иван Яковлевич Нейкирх (1803—1870) — российский историк, заслуженный профессор и декан историко-филологического факультета Киевского университета. 

## Биография
Родился 7 (19) февраля 1803 года в небогатой семье часовых дел мастера в Тальсене (Курляндская губерния). В 1812 году он лишился отца и из-за бедности семьи не смог окончить даже приходской школы. Чтобы заработать себе и матери на жизнь, поступил прислужником в местную пивную лавку и всё свободное время посвящал чтению. В 18-летнем возрасте обратился к содержателю частного пансиона Карлу Деллену с просьбой помочь ему в приобретении образования. Тот поместил его в пятый класс Митавской гимназии, где Нейкрих проявил большие способности к языкам: впоследствии он знал, кроме древних, языки: немецкий, французский, английский итальянский, испанский и русский, на котором грамотно писал. Окончив курс гимназии с золотой медалью, по недостатку средств должен был потратить год на частные заработки, прежде чем поступить в Дерптский университет на богословский факультет; спустя полгода перешёл на историко-филологическое отделение философского факультета. 
По окончании курса в университете, где Нейкрих проводил исследования под руководством профессоров Моргенштерна и Франке, он издал в 1829 году свой первый печатный труд «De discrimine mimi, qui proprie dicitur, et planipediae disputatio». Эта работа находилась в связи с более значительным сочинением, представленным на соискание золотой медали, под заглавием «De fabula togata ас de L. Afranio, praestantissimo togatarum scriptore, additis nonnullis fabularum Afraniarum reliquiis». Оно было удостоено золотой медали и принятия к печати на счёт университета, однако Нейкрих не захотел воспользоваться этим правом. По окончании университетского курса на казённый счёт он был отправлен на 3 года за границу, для усовершенствования образования. Во время этой командировки посетил Германию, Швейцарию и Италию, причём большую часть времени провёл в Берлине, где слушал лекции Августа Бёка и Готфрида Германа в Лейпциге. 
В 1834 году в этом же городе завершил и издал работу «De fabula togata Romanorun. Accedunt fabularum togatarum reliquiae. Lipsiae», получив за него степень доктора философии; работа привлекла внимание ряда учёных. Тогда же греческое учёное общество в Лейпциге избрало Нейкриха в свои почётные члены, а Герман рекомендовал его министру просвещения графу Уварову в качестве заведующего кафедрой классической филологии в только что открытом тогда университете Св. Владимира. К этому же времени Нейкрих издал в Лейпциге свою вторую научную работу, «In Platonis Politiam quaestionum philologicarum particula». Вторая часть этой работы появилась в 1835 году уже в Дерпте, и после публичной её защиты Нейкрих был допущен к чтению лекций в Дерптском университете в звании приват-доцента. 
В Дерпте он оставался недолго: в 1837 году был назначен экстраординарным профессором киевского университета по кафедре греческой словесности. Ещё до отъезда в Киев он издал в Дерпте синтаксический трактат под заглавием «De invidicativo et coniunctivo modo in utenda quam particula disputationis pars prior» (магистерская диссертация). В Киеве он уже в следующем, 1838 году был возведён в звание ординарного профессора и в этой должности оставался до 1868 года, когда постоянно усиливавшаяся глухота вынудила его покинуть кафедру. За это время он трижды избирался проректором университета и шесть раз деканом историко-филологического факультета, причём неоднократно исполнял ещё обязанности ректора университета. Умер 3 (15) октября 1870 года в Киеве. 
За время работы в Киеве написал три работы: «О важности изучения древней греческой словесности, речь, произнесённая на торжественном акте университета 15 июля 1839 г.»; «Dichterkanon. Ein Versuch die vollendetste Werke der Dichtkunst aller Zeiten und Nationen auszuzeichnen» (1853); «Historiae litterarum graecorum summarium» (1863). Второе из них вызвало строгое замечание министерства за одобрительные отзывы автора о сочинениях Жорж Санд и оценку трагедии Гуцкова «Уриэль Акоста».